# Radice protoindoeuropea
Le radici protoindoeuropee sono quei morfemi di base che hanno un proprio significato lessicale presenti nella lingua protoindoeuropea e sopravvissuti come radice nelle lingue indoeuropee. Aggiungendo suffissi essi formano temi, e poi aggiungendo desinenze formano parole flesse (declinate se nomi o aggettivi e coniugate se verbi).
Eccetto pochi casi le radici proto-indoeuropee sono caratterizzate dalle consonanti, mentre le vocali possono alternarsi, in un processo chiamato apofonia (o ablaut). Le radici di norma hanno un nucleo monosillabico (che con l'apofonia può diventare sia monosillabico che asillabico).

## Fonosintassi

### Struttura di base delle radici
Il centro di una radice proto-indoeuropea è la vocale apofonica (di solito *e, ma alcune volte anche *a nel grado pieno). Questa vocale costituisce un picco di sonorità che è preceduto e seguito da una sequenza di consonanti con valori di sonorità progressivamente decrescenti (cioè la sonorità deve cadere verso gli estremi della radice). La gerarchia sonore è come segue:
- *l *r *y *n
- *w *m
- Occlusive (*p, *b, *bʰ, *t, *d, *dʰ, *k, *g, *gʰ, *kʷ, *gʷ, *gʷʰ)

Ecco come si presenta la struttura di una radice (P indica un'occlusiva e Ø una posizione vuota):
{\displaystyle {\begin{Bmatrix}P\\\oslash \end{Bmatrix}}{\begin{Bmatrix}w\\m\\\oslash \end{Bmatrix}}{\begin{Bmatrix}l\\r\\y\\n\\\oslash \end{Bmatrix}}e{\begin{Bmatrix}l\\r\\y\\n\\\oslash \end{Bmatrix}}{\begin{Bmatrix}w\\m\\\oslash \end{Bmatrix}}{\begin{Bmatrix}P\\\oslash \end{Bmatrix}}}
Notare che *w e *y dopo vocale possono essere scritte come *u e *i. Es: *leiǵ- = *leyǵ- ‘legare’ e *dʰeu- = *dʰew- ‘correre’.
Altre radici possibili: *ped- ‘piede’, *dʰwer- ‘porta’ e *wleikʷ- ‘inumidire’. Sono vietate strutture come **mter- (ordine sbagliato dei fonemi) e **wmek- (due fonemi dello stesso gruppo).

### Fonemi addizionali
I suoni rimanenti, le laringali *h₁ *h₂ *h₃ e la sibilante *s, possono occupare ogni posto nella gerarchia. *s è particolarmente comune in posizione iniziale (vedi s-mobile). Es: *peth₂- ‘volare’, *treh₁w- ‘nutrire’ e *streig- ‘colpire’.

### Restrizioni sulle occlusive
Una radice non può contenere due occlusive sonore (**ged-), né può contenere una sonora aspirata e una sorda (**tebʰ-), a meno che la seconda sia in un gruppo di consonanti a inizio parola assieme a una s-mobile (es. *stebʰ- ‘irrigidire’).

### Restrizioni sul numero di morfemi
La vocale deve essere sia preceduta che seguita da almeno una consonante. Il numero massimo di consonanti sembra essere cinque (come in *strenk- "stretto’).
Prima alcuni studiosi avevano ricostruito alcune radici che cominciano o finiscono per vocale. Il secondo tipo sempre con una vocale lunga (*dʰē- ‘porre’, *bʰwā- ‘crescere’, *dō- ‘dare’), mentre la restrizione non interessava le radici che invece cominciano per vocale (*ed- ‘mangiare’, *ant- ‘davanti’, *od- ‘odorare’).
La teoria delle laringali può spiegare questo comportamento ricostruendo una laringale che segue la vocale (*dʰeh₁-, *bʰueh₂-, *deh₃-, da cui risulta una vocale lunga) o la precede (*h₁ed-, *h₂ent-, *h₃ed-, da cui risulta una vocale breve). Queste ricostruzioni rispettano le regole ricostruite.

### Eccezioni
Si può notare che alcune radici come *pster- ‘starnutire’ non sembrano seguire queste regole. Questo potrebbe essere dovuto a un'incompleta comprensione della fonetica proto-indoeuropea o a una ricostruzione sbagliata, sebbene *pster- sia forse un'onomatopea.

## Significato delle radici
Ogni radice proto-indoeuropea ha un significato intrinseco che non è sempre direttamente ricostruibile, il che è dovuto a slittamenti semantici (di significato) o a discrepanze di significato nelle parole attestate nelle lingue figlie.
Le radici ricostruite di solito hanno un significato verbale e i nomi derivano da esse tramite suffissi o altro. Questo comporta che radici tradotte prima come nomi, *ped-, per esempio, possa voler dire anche ‘calpestare’, a seconda del grado apofonico e della desinenza.
Alcuni nomi come *h₂egʷnos ‘agnello’ o *snusós ‘nuora’, non derivano comunque da radici stabilite.

## Radici allargate
Gli allargamenti delle radici sono aggiunte di uno o due suoni, spesso esplosive, alla fine di una radice lasciandone inalterato il significato. Per *(s)teu- ‘spingere, colpire’, possiamo ricostruire:
- *(s)teu-k- > greco antico túkos (τύκος) ‘martello’
- *(s)teu-g- > inglese stoke ‘attizzare (il fuoco)’ (la k germanica deriva da una *g indoeuropea)
- *(s)teu-d- > 
  - *tud-é-: vedico tudáti ‘batte’, antico irlandese do·tuit ‘crollare, tagliare, fare cadere’
  - *stud-n-ie-: albanese shty(n)j ‘spingere; istigare, stimolare’
  - *stóud-e-: nederlandese stoten ‘ficcare’

## Esempi di radici indoeuropee
| radice                                               | significato (approssimato)             | attestazioni |
| ---------------------------------------------------- | -------------------------------------- | --- |
| *h₂ég-ro-                                            | campo                                  | lat. ager, ted. Acker, gr. ant. agrós, arm. art, av. azra, sscr. ájraḥ |
| *bʰardʰ-eh₂-                                         | barba                                  | lat. barba, gallese barf, ingl. beard, lit. barzdà, russo borodá |
| *bheudh                                              | fare attenzione; attirare l'attenzione | de Verbot (divieto), en to forbid, sa bodhati (egli si sveglia, egli capisce) → बुद्ध Buddha (= l'illuminato, il risvegliato) el pynthanesthai (essere sveglio)                                                                                       |
| *Dyeus pater                                         | Dio padre                              | la Iuppiter (Giove) greco Zeus (deriva da Djeus, cfr il suo genitivo greco Dios) |
| *diw                                                 | Dio, divino, lucente                   | la divinus e deus , hit tiuna, germanico *tiu (divinità germanica della luce, da cui en Tuesday = martedì), sanscr. deva देव |
| *regs-                                               | re                                     | la rex, sanscrito raja (cfr Maharaja) tedesco reich (regno) |
| *dom-, *dóm-o-                                       | casa                                   | sa dam-as, el δόμος (dómos), la domus, ru dom ing home |
| *dʰwer-                                              | porta                                  | hy dur, ru dver' , cs dveře, sa dvaras, sq derë, non dyrr, en door, cel doro, el thýra, lt durys, la foris, fores, de Tür, ga doras, xto twere |
| *ed                                                  | mangiare, mordere                      | de essen, en to eat, la edere, ru еда (eda) (cibo) |
| *gal                                                 | gridare, chiamare                      | en to call, to yell, non kalla (→ forse anche dede "schellen", risuonare) |
| *ǵenu-                                               | ginocchio                              | lat. genū, toc. A kanwem, B keni (duale), ted. Knie, gr. ant. góny, itt. gienu, pers. zānū, sscr. jā́nu |
| *ghortó                                              | recinto, orto                          | la hortus, en garden, wal. garth, nhd. Garten, sq gardh, ru город ǵorod (città, indicava inizialmente l'area circondata dalle mura) |
| *gno                                                 | sapere, conoscere                      | la cognoscere, el γιγνώσκω, en to know, de kennen sq njoh, ru знать (znat') |
| *gras                                                | erba                                   | de gras (erba), la gra(s)men, el grástis (foraggio), eng. grass |
| *gwi-                                                | vivente                                | la vita, de Quecke, keck, Quecksilber, erquicken engl. quick, greco bios e zoe (derivano entrambi da *gwios) |
| *h₂stḗr                                              | stella                                 | lat. stēlla, bretone stered, sterenn, toc. A śre, B ścirye, ingl. star, itt. ḫašterz(a), gr. ant. astḗr, arm. astł, av. stārō, sscr. stṛ́, pl. tāra                                                                                                  |
| *kaput                                               | testa                                  | *káput-: lat. caput, got. haubiþ, sscr. kabúcchala ‘capelli sulla nuca, collottola’; *kapōlo: ingl. ant. hafola ‘testa’, sscr. kapā́lam ‘cranio, teschio’; *kapuko: gallese cawg ‘tazza, coppa’                                                      |
| *klei                                                | appoggiare                             | altel κλίνω klino (inclinare, pendere), en ladder, de Leiter (scala a pioli) |
| *mánu-                                               | persona                                | ae man-us, de Mann, en man, lt žmones, ru muž, sa manu, la human-us |
| *me(d)                                               | misurare                               | el μέτρον métron (misura) la metiri (misurare), de messen (misurare), Maß (misura) , lit. metas (tempo, misura), sq mas(misurare) |
| *nokʷt- (nom. *nokʷt-s, gen. *nekʷt-s)               | notte, tramonto                        | lat. nox (gen. noctis), ant. irl. -nocht, ted. Nacht, gr. ant. núks (gen. nuktós), lit. naktìs, russo nočʹ, alb. natë, sscr. nákt-; itt. nekuz ‘la sera’, toc. A nktim, B nekcīye ‘di notte’                                                        |
| *pel                                                 | piatto, piano                          | la plenus, de Feld (campo) |
| *péh₂ur- (gen. *ph₂un-ós)                            | fuoco                                  | umbro pir, toc. A por, B pūwar, ingl. fire, itt. paḫḫur, gr. ant. pȳ́r, ceco (ant.) pýř ‘brace’, arm. hur, sscr. pāvaka |
| *h₁ngʷnis                                            | fuoco                                  | lat. īgnis, ant. irl. áne ‘lampo’, lit. ugnìs, russo ogónʹ, sscr. agní |
| *peku                                                | averi, ricchezza                       | de Vieh (bestiame), la pecus, pecunia |
| *perd                                                | peto                                   | en to fart, la pedere, de furzen, gr. πέρδιξ (perdix = pernice → riferito al verso dell'uccello) sq pjerdh |
| *séh₂ls, gen. *sh₂-l̥-ós                              | sale                                   | lat. sāl, ant. irl. salann, toc. A sāle, B salyiye, ingl. salt, gr. ant. hals, lettone sāls, russo solʹ, alb. gjollë ‘blocco di sale, deposito di sale per la fauna selvatica’, arm. ał, sscr. sarirá ‘mare, oceano’                                |
| *sekw                                                | dire                                   | lit. sakyti, antico russo sociti (mostrare), isl. segja, engl. to say, de sagen (dire) |
| *ten                                                 | tuono                                  | la tonare, hit tethima, antico vedico tanyū, en thunder (stessa radice del nome del dio Thor) |
| *uód-r̥-, gen. uéd-n-s-                               | acqua                                  | umbro utur, lat. unda ‘onda’, toc. A wär, B war, ingl. water, frigio bedu, gr. ant. hýdōr, itt. watar (gen. wetenas), lit. vanduõ, (region.) unduõ, únduo, russo vodá, alb. ujë, arm. get ‘fiume’, av. udra, sscr. udán                             |
| *wers                                                | mescolare, confondere                  | lng werra (guerra, cfr. fr antico werre, en war), en worse (peggiore), de wirren (confondere), Wurst (goh wurst = miscela) |
| *wid                                                 | vedere                                 | Video (la "vedo"), de Wissen (sapere) (ata. wissan = aver visto), el ἰδέα - "immagine"), srp vid (vista'), sa vid विद (sapere), cs vidět (vedere), cs vědět (sapere)                                                                                 |
| *yeug                                                | giogo                                  | Yoga (sa yoga योग relazione yuj युज unire), la iugum, el ζεῦγος (zeugos) (<jεῦγος), hit iúkán, en the yoke, de das Joch |
| *lew-                                                | separare                               | el λυω (lyo) (io sciolgo), la (arcaico) seluere (dissolvere), en loose |
| *bhew-                                               | essere, produrre                       | el phyein (produrre), la fio (sono fatto, confronta "fuissem" da *bhu), en be (essere), de bin (sono), sq bëj(faccio, produco) |
| *strt-                                               | esteso                                 | el στρατιά (stratià) ("esercito", inteso come "gruppo di uomini schierati") e στορεννυμι (storennymi) (distendo) e στρτεγός (strategòs) (stratega, la sternere (distendere) sa strtà (esteso) sq shtroj (distendere), shtat (altezza)               |
| *h₁nómn̥                                              | nome                                   | lat. nōmen, ant. irl. ainmm, toc. A ñom, B ñem, ted. Name, gr. ant. ónoma, itt. lāman, ant. prus. emnes, emmens, russo ímja, alb. emër, arm. anun, av. nāman, sscr. nā́ma                                                                            |
| *h₂ner-                                              | uomo                                   | osco nerum, gallese nêr ‘eroe’, gr. ant. anḗr, alb. njeri, frigio anar, arm. classico ayr, persiano nar, sscr. nṛ́, nára |
| *ph₂tḗr                                              | padre                                  | lat. pater, irl. athair, toc. A pācar, B pācer, ingl. father, gr. ant. patḗr, arm. classico hayr, persiano pedar, sscr. pitā́, pitṛ́ |
| *méh₂tēr                                             | madre                                  | lat. māter, irl. máthair, toc. A mācar, B mācer, ingl. mother, gr. ant. mḗtēr, lit. motė, russo matʹ, arm. classico mayr, av. mātar-, sscr. mā́tṛ; alb. motër ‘sorella’                                                                              |
| *bʰréh₂tēr                                           | fratello                               | lat. frāter, irl. bráthair, toc. A pracar, B procer, ingl. brother, gr. ant. phrā́tēr ‘confratello’, ant. prus. brāti, russo brat, arm. classico ełbayr, av. brātar-, sscr. bhrā́tā (obl. bhrā́tṛ)                                                     |
| *swésōr                                              | sorella                                | lat. arcaico sosor (passato a soror per rotacismo), irl. siúr, toc. A ṣar, B ṣer, ted. Schwester, ing. sister, gr. ant. éor ‘figlia; nipote’, alb. vajzë, (region.) varzë ‘ragazza’, arm. classico kʿoyr, russo sestrá, persiano xâhar, sscr. svasṛ |
| *dʰugh₂tḗr                                           | figlia                                 | osco futír, gallico duxtīr, toc. A ckācar, B tkācer, ted. Tochter, ing. daughter, nederl. dochter, gr. ant. thygátēr, lit. duktė͂, russo dočʹ (gen. dóčeri), arm. dustr, sscr. duhitā́ (obl. duhitár-)                                                |
| *ḱerd- (nom. *ḱēr, acc. *ḱérd-m̥, gen. *ḱr̥d-és)       | cuore                                  | lat. cor (gen. cordis), ant. irl. cride, toc. A kri ‘volontà’, B käryāñ ‘cuori’, ingl. heart, lit. širdìs, serbo-croato sréda ‘mezzo, centro’, gr. ant. kḗr, kardía, arm. sirt, av. zərəd-, sscr. hṛd(aya)                                          |
| *h₂éus-ōs, gen. *h₂us-s-ós                           | alba                                   | lat. aurōra, gr. ant. héos, (ion.) ēṓs ‘alba’, aúrion ‘mattina’, lit. aušrà, russo útro, arm. ayg, av. ušā̊, sscr. uṣā́ḥ ‘alba’, usráḥ ‘mattino’ |
| *wĺ̥kʷos                                              | lupo                                   | lat. lupus, toc. B walkwe, ingl. wolf, lit. vil̃kas, russo volk, gr. ant. lýkos, alb. ant. ulk, av. vehrka, sscr. vṛkaḥ |
| *kerwos                                              | cervo                                  | la cervus, el elafos, en hart |
| *muh₁s-                                              | topo                                   | lat. mūs, svedese mus, gr. ant. mûs, russo myšʹ, alb. mi, arm. muk, persiano muš, sscr. mūṣ,, ing. mouse, ted. Maus |
| nom. *ḱwṓ, gen. *ḱunés                               | cane                                   | lat. canis, irl. cú (gen. con), toc. A/B ku, ted. Hund, itt. kuwaš, gr. ant. kýōn, frigio kunas (acc. pl.), arm. šun, lit. šuõ (gen. šuñs), pashtu spay, sscr. śvā́                                                                                  |
| *heg-                                                | condurre                               | el ago la ago (entrambi "io conduco") |
| *gwen                                                | venire                                 | el baino la venio sq vij |
| *ey-                                                 | andare                                 | la ire el eìmi sl iti sq iki |
| *gʰóstis                                             | straniero, ospite                      | lat. hostis ‘ospitante, nemico’, ingl. guest ‘ospitato’, russo gostʹ ‘ospitante’ |
| *smeg-                                               | grande                                 | el megas la magnus en big sa maha sq madh |
| *pelw-                                               | molto                                  | el polys (molto) la plus (di più) got filù sscr purù tedesco viel |
| *sem                                                 | uno                                    | el ἑὶς (eis, arc. ens) en one, la unus e semel (una volta) |
| *duóh                                                | due                                    | el δυο, de zwei en two, la duo, sq dy, sa dvà, sl dva |
| *treyes                                              | tre                                    | la treis en three sq tre sanscr. tre el. treis deu drei |
| *kwetwores                                           | quattro                                | la quattuor el tettara en four sq katër |
| *penkwe                                              | cinque                                 | la quinque (da questa radice derivano anche i nomi Pompeo e Pompilio), el πεντε(pente), en five, sl pet, sq pese, de fünf |
| *seks                                                | sei                                    | la sex, el (s)ex, en six, sl šest |
| *septm-                                              | sette                                  | la septem el epta en seven |
| *oktow-                                              | otto                                   | la octo, el ὀκτώ(okto), de acht, en eight, sl osem |
| *h newn-                                             | nove                                   | la novem el enne(w)a en nine, sq nente |
| *dekm-                                               | dieci                                  | la decem, el δέκα(deka),en ten |
| *kmtom-                                              | cento                                  | la centum, en hundred, el ἑκατόν(hekaton), de hundert |
| *arg-                                                | brillante                              | la argentum, el άργυρος(arghyros) (argento), sq artë(aureo) |
| *rudh-                                               | rosso                                  | la ruber el erythros en red |
| *gen-, *gon-, *gn-                                   | generare                               | la gigno, el γίγνομαι(ghighnomai) |
| *deh-                                                | dare                                   | la do el didomi ru дать |
| *dik-                                                | mostrare                               | la dico (dire), el δίκη (dike, giustizia) e deiknymi (io mostro) |
| *hekw-                                               | vedere                                 | la oculus, en ow, el ofthalmos (tutti e tre "occhio"), el opteuo (vedere) |
| *drom-                                               | correre                                | el trecho, dromos (corridoio) en run |
| *wek-                                                | emissione della voce                   | la vox el (w)eipo |
| *tk-                                                 | produrre, generare                     | el tikto (io produco) sa takman (discendente) |
| *newos                                               | nuovo                                  | la novus, en new, de neu, el νέος(neos) |
| *segh-                                               | avere                                  | el (s)echo, en have got |
| *dhwen-                                              | morte                                  | el θάνατος (thanatos), en death |
| *dhu-                                                | esalare                                | el thyo(sacrificare), la suffio (profumare) |
| *steh-                                               | stabilire                              | el istemi la stare en stay de stehen (stare in piedi) ru стоять (stojat')(stare in piedi) |
| *kr-                                                 | piangere                               | la crimo el klaio e dakryo en cry |
| *lath-                                               | nascondere                             | el lanthano (sto nascosto), la latenter (di nascosto) |
| *leg-                                                | raccogliere                            | el λέγειν(leghein), la legere |
| *likw                                                | lasciare                               | el λείπω(leipo), la linquo, sq liq |
| *men-                                                | movimento mentale                      | el μνήμη(menme) (memoria) en mind (mente) e remember (ricordare) la mens sq mend |
| *wer-                                                | vedere                                 | el ὁράω(orao), la vereor (rispettare), sq verej (osservare) |
| nom. *h₃éu-i-s, gen. *h₃(e)u-i-ós                    | ovino                                  | lat. ovis, ant. irl. oí, toc. B pl. awi ‘pecore’, ingl. ewe ‘id.’, gr. ant. óïs, oîs, itt. ḫāwi-, lit. avìs, russo ovcá, arm. classico hoviw ‘pastore’ (< *h₃eui-peh₂), sscr. ávi-                                                                  |
| nom. *gʷéh₃-u-s, obl. *gʷh₃-u- (< *gʷeh₃- ‘pascere’) | bovino, vacca                          | lat. bōs ‘bue’, irl. bó, toc. A ko, B keu, ingl. cow, gr. ant. boûs, lettone gùovs, serbo-croato gòvedo ‘bovini’, alb. gak ‘verro’, arm. classico kov, av. gāuš, sscr. gáuḥ                                                                         |